# Fyrfläckig nyckelpiga
Fyrfläckig nyckelpiga (Platynaspis luteorubra) är en skalbaggsart som först beskrevs av Johann August Ephraim Goeze 1777.  Fyrfläckig nyckelpiga ingår i släktet Platynaspis, och familjen nyckelpigor. Enligt den finländska rödlistan är arten starkt hotad i Finland. Arten är reproducerande i Sverige. Artens livsmiljö är torra gräsmarker.

## Bildgalleri

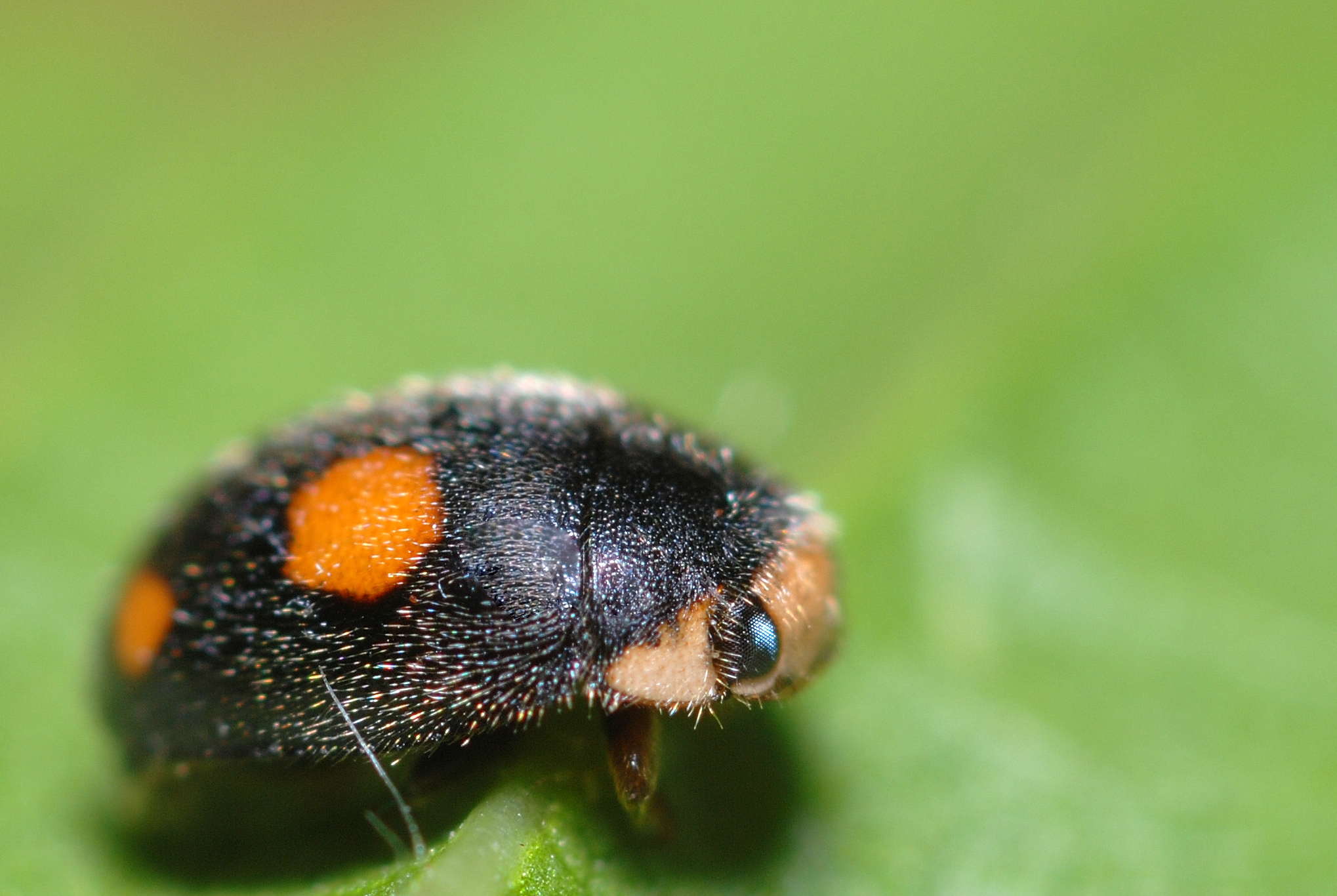
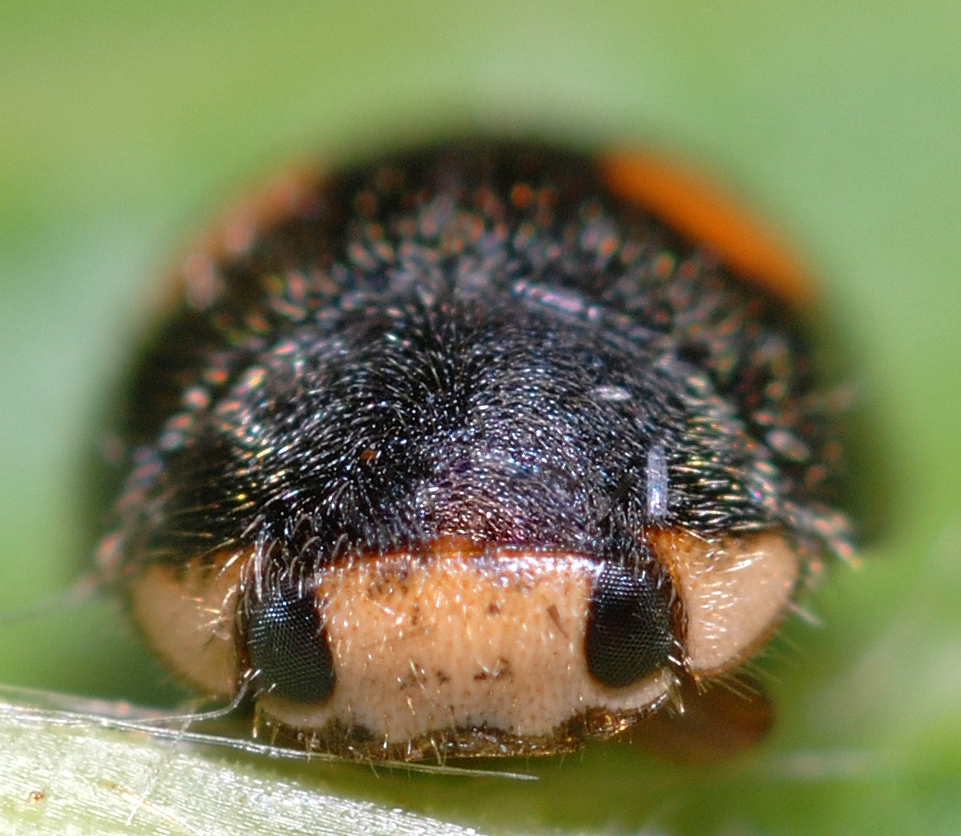
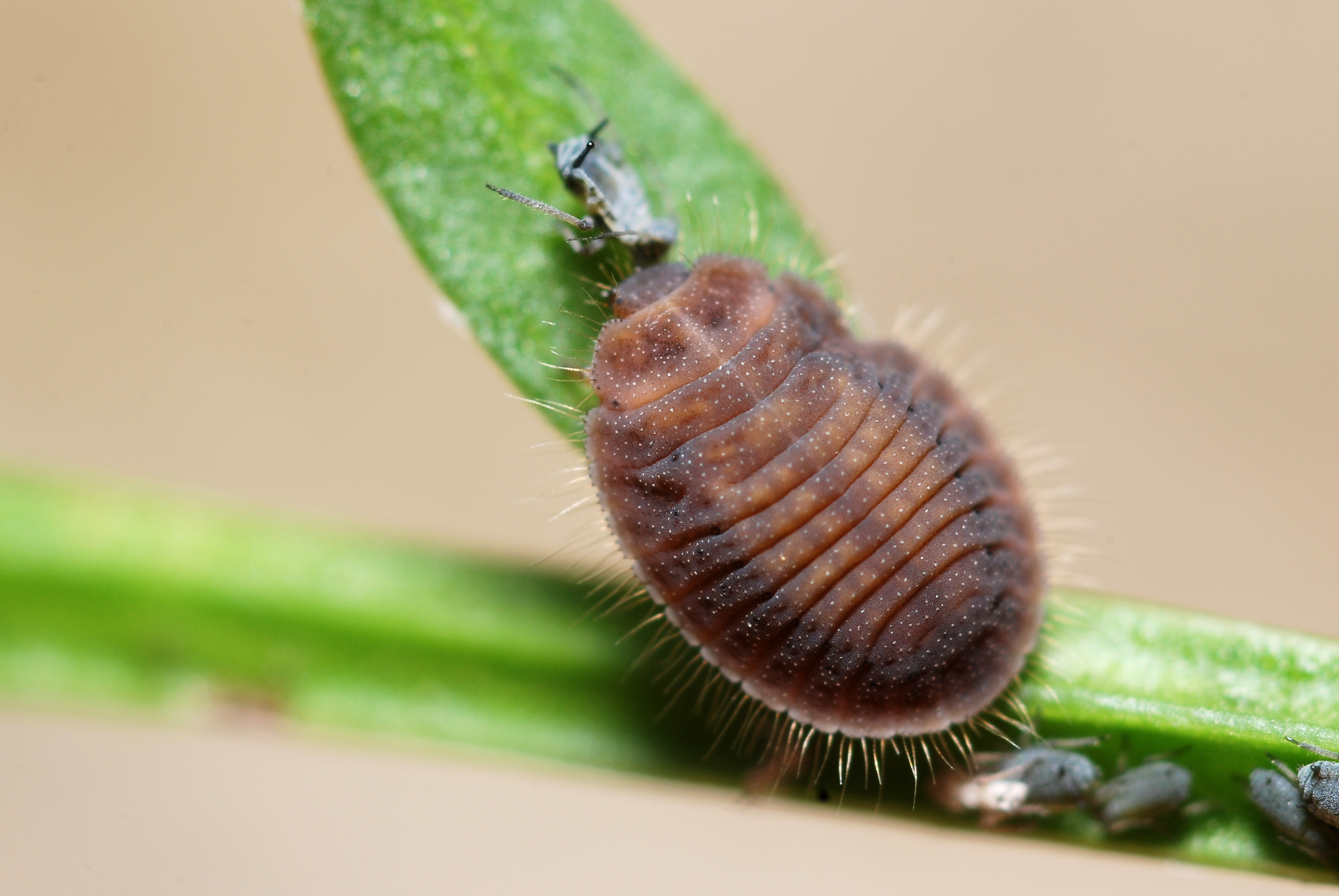